# Hytten Herred
Hytten Herred var et sønderjysk herred vest for Egernførde. Herreds område svarer til Hytten Bjerge og omegn. Tingsted var Hytten. Det kaldes også Bjergherred. Naboherreder var Krop Herred og Risby Herred. Herredet lå historisk på grænseskellen mellem dansk og tysk bosattelse.
I Valdemars Jordebog var området en del af Fræslet, som betegnede den dansk-slesvigske grænseområde mod syd. Herredet hørte i begyndelsen under Gottorp Amt. I 1741 blev herredet ophøjet med Hytten Amt, der i 1777 blev udvidet med Hohn Herred og Stabelholm. I 1777 kom Koslev fogderi til Hytten Herred. I 1852 blev også fæstningen Christianspris (Frederiksort) underlagt herredet. Et år senere kom desuden Sct. Hans Klosters ejendomme i området til. Herredet omfattede store dele af sognene Hytten, Koslev, Borby og Bynstorp, desuden mindre dele af sognene Krop, Haddeby og Seehsted. Tingsted og herredfogdes kontor lå i Flækkeby.
Herredets segl afbilder en hjort imellem bakker og træer. Seglet stammer fra 1500-tallet. Det er udstedt af kong Frederik 1.